# Daniel Joseph Keily
Daniel Joseph Keily est un général américain de l'Union. Il est né le 6 septembre 1829 à Newtown, dans le comté de Waterford, en Irlande et est mort en octobre 1867 à Point Coupee en Louisiane.

## Avant la guerre
En 1860, il intègre les zouaves pontificaux après l'appel du cardinal Xavier de Merode à tous les catholiques d'Europe à défendre le trône de Saint-Pierre contre Victor-Emmanuel II, le roi de Piémont-Sardaigne. Il est lieutenant dans le bataillon irlandais Saint-Patrick avant de s'installer à New York.

## Guerre civile
En 1862, il est capitaine et aide de camp au sein du personnel du major-général James Shields. Lors de la bataille de Port Republic, en Virginie, il est blessé au visage.
En 1864, il devient colonel dans le 2e régiment de cavalerie.
Le 13 mars 1865, il est breveté général de brigade.

## Après la guerre
Il devient directeur de plantation en Louisiane.